# 学園北大通り
学園北大通り（がくえんきたおおどおり）は、茨城県つくば市の都市計画道路の路線名である。

## 概要

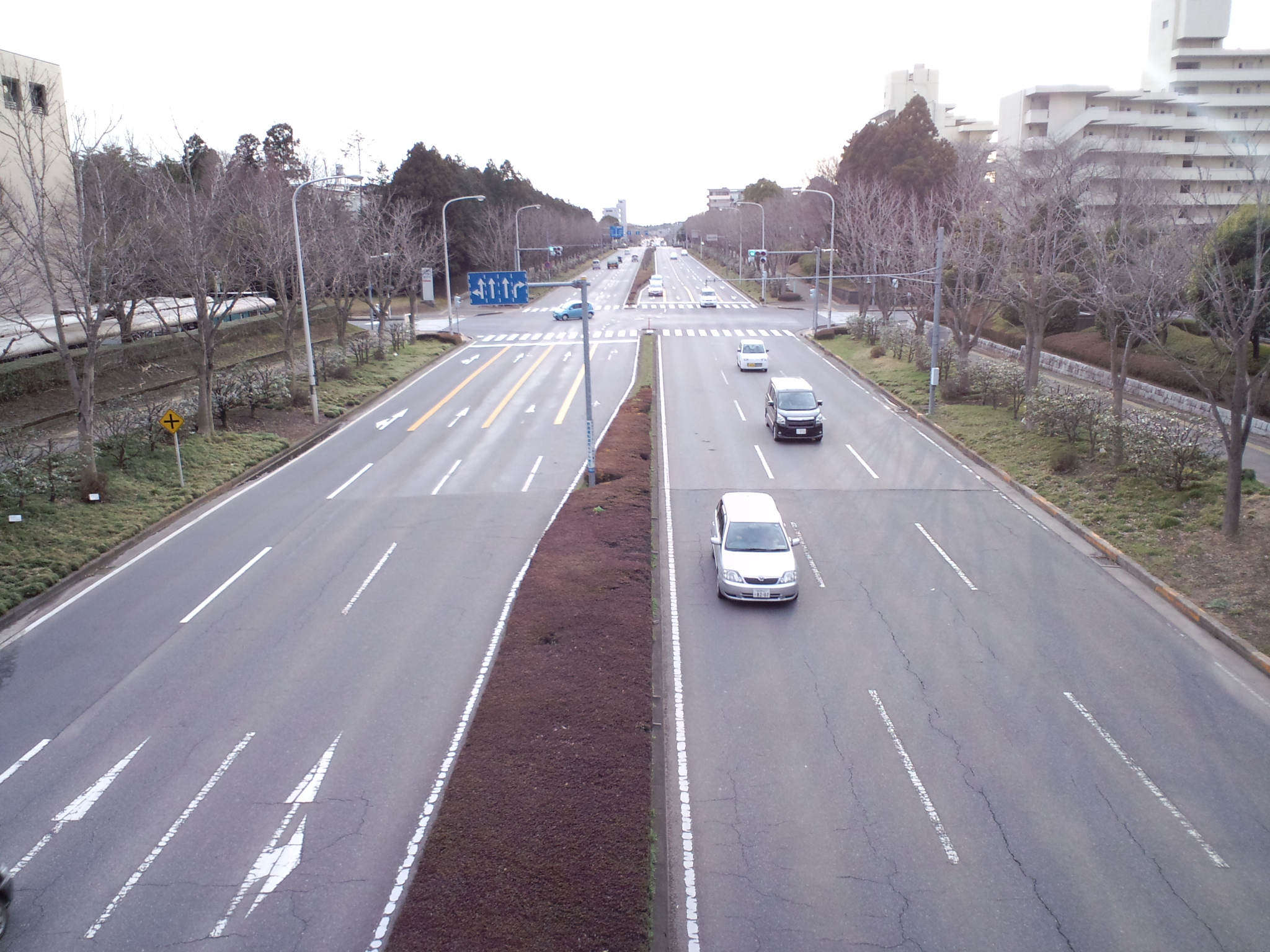
ペデストリアンデッキより学園西大通り方面を臨む（2010年3月16日）

都市計画道路としての正式名称は、「研究学園都市計画道路 3・1・6号 学園北大通り線」。
筑波研究学園都市中心部を東西に結ぶ主要幹線道路として整備された6車線の通りである。学園中央通り・学園東大通り・学園西大通り・土浦学園線・学園南大通りと共に格子状の幹線道路網を形成する。
全域が茨城県道244号妻木赤塚線に指定されており、学園東大通りとの交点である妻木交差点から学園西大通りとの交点である春日1丁目西交差点までが学園北大通りとなっている。また、春日1丁目西交差点より西へ延長上の道路は新都市中央通りとなる。全区間において、道路沿いの施設に車が直接入ることはできず、脇道より進入するような構造に制限されている。

### 路線データ
- 起点：つくば市天久保一丁目・妻木交差点
- 終点：つくば市春日二丁目・春日1丁目西交差点
- 路線延長：延長1,000m[2]
- 車線数：6車線
- 幅員：40m[2]

## 歴史
- 1972年（昭和47年）
  - 9月14日：建設省が、建設省告示第1589号にて都市計画道路事業を認可（1等大路第1類第2号学園北大通り線）[3]。
  - 10月26日：茨城県により都市計画事業化[3]。

## 接続する主な路線
- 学園東大通り（茨城県道24号土浦境線 - 妻木交差点）
- 学園西大通り（国道408号 - 春日1丁目西交差点）
- 新都市中央通り（茨城県道19号取手つくば線 - 春日1丁目西交差点）

## 沿線
- 筑波大学春日キャンパス
  - 春日学生宿舎
  - 第7エリア
- 筑波学院大学
- 松見公園
- 茨城県立つくば看護専門学校